# 蚊母树
蚊母树（学名：Distylium racemosum）为金缕梅科蚊母树属下的一个种。可見於西日本、濟州、臺灣及中國大陸南方。